# Mega Comneno

Bandiera dell'esercito dei Mega Comneni, creata da Alessio I Comneno e Davide I Comneno, in uso fino alla caduta dell'impero di Trebisonda.

Mega Comneno o Megas Comnenus era il titolo imperiale degli imperatori di Trebisonda, che regnavano nell'impero di Trebisonda, un ramo della dinastia bizantina dei Comneni. 

## Contesto storico
L'impero di Trebisonda fu fondato nel 1204, dopo la presa di Costantinopoli per mano dei crociati. Approfittando della confusione, Alessio I Comneno e suo fratello, Davide I Comneno, con l'aiuto del regno di Georgia invasero l'antica regione romana del Ponto, da poco nelle mani dei turchi selgiuchidi e gliela strapparono, arrivando a conquistare la striscia di terra fino a Sinope. Questo territorio era protetto dalle montagne, quindi facilmente difendibile. Trebisonda fu scelta come capitale di questo impero, da cui prese nome, e l'imperatore Alessio I si diede il titolo di Mega Comneno, titolo che durò fino alla fine dell'impero di Trebisonda, nel 1461, con Davide II Comneno. Alessio I si autodichiarò successore dell'impero bizantino, visto che Costantinopoli era caduta, e visto che suo nonno era l'imperatore Andronico I Comneno.